# عمرو بن ميمون
أبو عبد الله عمرو بن ميمون الأودي (المتوفي 74 هـ) تابعي كوفي، وأحد رواة الحديث النبوي.

## سيرته
أسلم أبو عبد الله عمرو بن ميمون الأودي في حياة النبي محمد ولم يلقه، وهو في منازل قبيلته بني أود بن صعب بن سعد العشيرة أحد بطون قبيلة مذحج باليمن، وسمع من معاذ بن جبل رسول النبي محمد إلى اليمن ليعلّمهم الإسلام. ولما قدم معاذ بن جبل إلى الشام، صحبه عمرو بن ميمون، ثم تحوّل بعدئذ، وسكن الكوفة. وقد أدى عمرو بن ميمون في حياته ستين بين حج وعمرة.
توفي عمرو بن ميمون سنة 74 هـ، وقيل 75 هـ،

## روايته للحديث النبوي
- روى عن: عمر بن الخطاب وعلي بن أبي طالب وعبد الله بن مسعود ومعاذ بن جبل وأبي هريرة وأبي أيوب الأنصاري[3] وأبي مسعود الأنصاري وعبد الله بن عمرو بن العاص وسلمان بن ربيعة الباهلي والربيع بن خثيم[1] وسعد بن أبي وقاص وعبد الله بن ربيعة السلمي وعبد الله بن عباس وعبد الرحمن بن أبي ليلى ومعقل بن يسار وأبي ذر الغفاري وأبي عبد الله الجدلي وعائشة بنت أبي بكر.[2]
- روى عنه: عامر الشعبي وأبو إسحاق السبيعي وحصين بن عبد الرحمن وعبدة بن أبي لبابة ومحمد بن سوقة وسعيد بن جبير[3] وإبراهيم بن يزيد التيمي والحارث بن سويد التيمي والحكم بن عتيبة وربعي بن حراش والربيع بن خثيم وزياد بن الجراح وزياد بن علاقة وأبو قيس عبد الرحمن بن ثروان الأودي وعبد الرحمن بن سابط وعبد الملك بن عمير وعطاء بن السائب وعمرو بن مرة وعيسى بن حطان ومحمد بن السائب بن بركة المكي ومهاجر أبو الحسن وهلال بن يساف ويزيد بن شريك وأبو بلج الفزاري.[2]
- الجرح والتعديل: ذكره ابن سعد في الطبقة الأولى من أهل الكوفة،[2] وقد وثّقه يحيى بن معين والعجلي[3] والنسائي،[2] وروى له الجماعة.[5]